# Tharsis

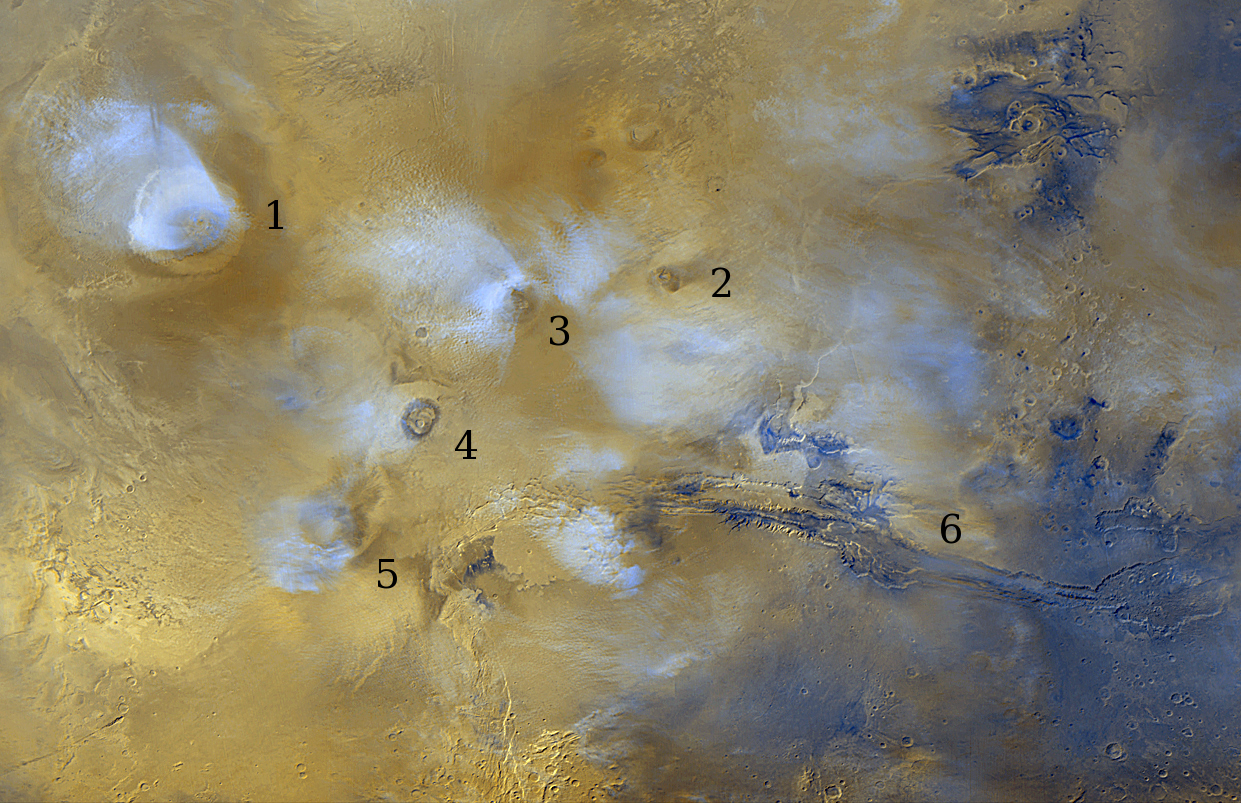
Tharsisgebied met cirrusbewolking boven de vulkanische toppen met oostenwind. Mozaïek met 1. Olympus Mons 2. Tharsis Tholus 3. Ascraeus Mons, 4. Pavonis Mons 5. Arsia Mons 6. Valles Marineris. NASA, PIA02079

Het Tharsisgebied op Mars is een enorm vulkanisch plateau gelegen op de evenaar van Mars, aan het westelijke eind van de Valles Marineris. Zijn naam komt uit de Bijbel, waarin het een land aan het uiterste westen van de bekende wereld aanduidde. (Zie ook Tarsis.)
Tharsis omvat de Tharsisbult, waarop enige van de grootste vulkanen van het zonnestelsel liggen. Olympus Mons ontstond uit een mantelpluim gedurende omstreeks honderd miljoen jaar in het Noachische tijdperk tussen 3,8 en 3,5 miljard jaar geleden.
Om Tharsis ligt een ringvormige topografische inzinking - de Tharsistrog. Aan de tegenovergestelde kant van Mars is er een kleinere bult, Arabia Terra, die mogelijk ontstond door het gewicht van Tharsis. Beide waren van grote invloed op de vorming van afvoerdalen (drainage valleys), die vooral in het late Noachische tijdvak ontstonden.
In de natte periode van Mars ontsnapten grote hoeveelheden koolstofdioxide en waterdamp aan het magma van Tharsis. Roger J. Phillips berekende in 2001 dat Tharsis een koolstofdioxideatmosfeer van 1,5 bar en een laag water van gemiddeld 120 meter diep over de hele planeet uitspuwde.
Alba Patera is een bijzondere vulkaan ten noorden van het Tharsisgebied.